# Microsiervos (novela)
Microsiervos (Microserfs en el original inglés) es una novela epistolar escrita por el canadiense Douglas Coupland publicada en 1995 (en castellano en 1996).

## Sinopsis
Obra de ficción en forma de diario. Narra en primera persona la vida de Daniel y las personas con quien convive, un grupo de veinteañeros que trabajan como programadores: su escaso tiempo libre los convierte en algo parecido a siervos de la industria informática: de ahí el título de la obra. El texto proporciona un repaso de dos pequeñas subculturas de la década de los noventa. En primer lugar se nos presenta la vida de los empleados de la multinacional de la informática Microsoft, los encargados de crear el software con el que funcionan los ordenadores de la mayoría de las oficinas del mundo. Se muestra cómo afecta la tecnología y la personalidad de Bill Gates a sus vidas. En segunda instancia se nos presenta a los mismos personajes después de haberse mudado a California para trabajar en una pequeña empresa creada recientemente. Así, el libro nos ofrece un punto de vista cercano de este fenómeno: la aguerrida lucha por el capital, por ser el primero en llegar y acaparar el mercado.
En un análisis más profundo de la novela nos encontramos con una reflexión sobre la identidad humana, el deseo de independencia y, sobre todo, el deseo de pertenecer a algo.

## Datos técnicos
- Editorial: Ediciones B.
- Colección: Tiempos modernos.
- ISBN 84-406-6646-2.
- Traducida al castellano por: Juan Gabriel López Guix y Carmen Francí Ventosa
- Actualmente descatalogada en castellano y en inglés